# Taschen
Taschen («Та́шен») — немецкое книжное издательство. Основано Бенедиктом Ташеном в 1980 году в Кёльне. В настоящее время управляется Бенедиктом совместно с его старшей дочерью Марлен Ташен. Издательство специализируется на выпуске альбомов по искусству. Вышедшая в 1999 году тридцатикилограммовая книга фотографа Хельмута Ньютона с автографами знаменитостей, была продана на аукционе за 430 тыс. долларов, став самой большой и дорогой книгой, выпущенной в XX веке.

## История
Компания начиналась с маленького магазина комиксов Taschen Comics, который 18-летний Бенедикт Ташен открыл в Кёльне в 1980 году. В магазине продавались в том числе те комиксы, которые рисовал он сам. В 1984 году Ташен приобрёл 40 тысяч книг бельгийского сюрреалиста Рене Магритта, которые ему удалось впоследствии реализовать по 10 немецких марок за штуку. На вырученные деньги он издал фотоальбом американского фотографа Энни Лейбовиц. Выпуск этого фотоальбома помог сформировать Ташену идею, что книги по искусству должны быть более доступными, в том числе и по цене, для широкого круга читателей.

Я стремился выпускать книги, которые были бы по карману всем, кто увлечён искусством. Уверен, что многим они действительно могут помочь изменить жизнь, так как благодаря им аудитория может понять, что вокруг нас происходит куда больше событий, чем мы можем увидеть по телевизору или прочитать в газетах.
— Бенедикт Ташен, основатель издательства Taschen
В 1985 году он издаёт книгу о Пабло Пикассо. Она стала первой в серии «Basic Art». К настоящему времени в этой серии вышло более 100 томов, каждый из которых посвящён отдельному художнику. В 1989 году в издательстве вышел двойной альбом Ван Гога, включающий в себя полное собрание его картин. Выпуск данного издания стал настоящим прорывом для Taschen.
Затем последовали другие серии, посвящённые архитектуре, дизайну, музыке и фильмам. Также фирма стала выпускать альбомы потенциально спорного для общественного мнения искусства: квир-искусства, историческую эротику, порнографию, журналы для взрослых, в том числе несколько совместных книг с журналом Playboy.
Помимо доступных изданий Taschen выпускает и дорогие книги. В 1999 году вышла монография немецкого фотографа Хельмута Ньютона, в которой были собраны его работы в области моды, а также фотографии знаменитостей (Катрин Денёв, Николас Кейдж, Микки Рурк и др.). Книга весила более 30 килограммов и имела размеры 50 на 70 см. Продавалась она в комплекте со специальным столиком-подставкой, который спроектировал Филипп Старк. На первом экземпляре книги оставили свои автографы 80 знаменитей, представленных в ней. Впоследствии его продали на аукционе в Берлине за 430 тысяч долларов. Таким образом он стал самой большой и дорогой книгой, выпущенной в XX веке.

## Критика
В 2014 году шведские СМИ подвергли критике основную книжную серию издательства — «Basic Art» — за то, что в ней выходят книги преимущественно мужчин-художников. Из 97 книг, вышедших на тот момент, о художницах было всего 5.
Некоторые критики называют книги Taschen — «искусством для убогих», обосновывая это тем, что они не дают исчерпывающих знаний по теме, а потому не могут считаться серьёзными и солидными изданиями.

## Taschen в мире
Книги издательства Taschen переведены более чем на 30 языков. На сегодняшний день компания насчитывает более 150 представительств по всему миру, включая такие города, как Нью-Йорк, Лос-Анджелес, Даллас, Копенгаген, Париж, Лондон, Кёльн, Мадрид, Амстердам, Токио, Гонконг и другие.
В России с 1998 по 2014 год эксклюзивным дистрибьютором Taschen была издательско-производственная компания «Арт-Родник». В 2014 году Taschen заявило о завершении партнёрских отношений с компанией «Арт-Родник» и изменении политики присутствия на российском рынке, начав работать сразу с тремя дистрибьюторами: компаниями «Логосфера», «Магма» и «Юпитер».